# Llista de topònims de Riells i Viabrea
Llista de topònims (noms propis de lloc) del municipi de Riells i Viabrea, a la Selva
Informació actualitzada per un bot. Els canvis manuals es perdran quan s'actualitzi!

## curs d'aigua
| imatge | Nom            | Ubicat a                                       | instància de | Detalls                                   | coordenades                                                                                               | Protecció | Commons (més fotos) | Dades a WD                    |
| ------ | -------------- | ---------------------------------------------- | ------------ | ----------------------------------------- | --- | --------- | ------------------- | ----------------------------- |
|        | la Tordera     | Selva Vallès Oriental Maresme                  | curs d'aigua | Desemboca: mar Mediterrània Llarg: 61.5km | 41° 48′ 13″ N, 2° 25′ 05″ E / 41.803521°N,2.418014°E 41° 39′ 03″ N, 2° 46′ 39″ E / 41.650939°N,2.777482°E |           | Tordera River       | Modifica les dades a Wikidata |
|        | riera de Breda | Riells i Viabrea Breda Sant Feliu de Buixalleu | curs d'aigua | Desemboca: la Tordera                     | 41° 47′ 33″ N, 2° 30′ 29″ E / 41.792444°N,2.507938°E 41° 43′ 28″ N, 2° 34′ 37″ E / 41.724432°N,2.576904°E |           |                     | Modifica les dades a Wikidata |

## edifici
| imatge | Nom                    | Ubicat a         | instància de | Detalls                                                    | coordenades                                                             | Protecció                                  | Commons (més fotos) | Dades a WD                    |
| ------ | ---------------------- | ---------------- | ------------ | ---------------------------------------------------------- | ----------------------------------------------------------------------- | ------------------------------------------ | ------------------- | ----------------------------- |
|        | Estació de Breda       | Riells i Viabrea | edifici      | Estil: arquitectura eclèctica Estat: enderrocat o destruït | 41° 43′ 36″ N, 2° 34′ 06″ E / 41.726602°N,2.56836°E                     | bé integrant del patrimoni cultural català |                     | Modifica les dades a Wikidata |
|        | Hostal Bell-lloc       | Riells i Viabrea | edifici      | Estil: arquitectura popular                                | 41° 46′ 35″ N, 2° 30′ 47″ E / 41.77647°N,2.51305°E                      | bé cultural d'interès local                |                     | Modifica les dades a Wikidata |
|        | Nau industrial Rocalba | Riells i Viabrea | edifici      | Estil: arquitectura popular                                | 41° 43′ 35″ N, 2° 34′ 15″ E / 41.726440604678245°N,2.5709341717306646°E | bé cultural d'interès local                |                     | Modifica les dades a Wikidata |

## entitat singular de població
| imatge | Nom                        | Ubicat a         | instància de                                                 | Detalls | coordenades                                                                  | Protecció | Commons (més fotos) | Dades a WD                    |
| ------ | -------------------------- | ---------------- | ------------------------------------------------------------ | ------- | ---------------------------------------------------------------------------- | --------- | ------------------- | ----------------------------- |
|        | Alba de Liste              | Riells i Viabrea | entitat singular de població                                 | 378 hab | 41° 43′ 19″ N, 2° 32′ 40″ E / 41.721887961269°N,2.5444323712322°E 95 msnm    |           |                     | Modifica les dades a Wikidata |
|        | Ca n'Hoste                 | Riells i Viabrea | entitat singular de població                                 | 74 hab  | 41° 44′ 23″ N, 2° 32′ 45″ E / 41.73964°N,2.54593°E 187 msnm                  |           |                     | Modifica les dades a Wikidata |
|        | Can Plana                  | Riells i Viabrea | entitat singular de població                                 | 455 hab | 41° 43′ 55″ N, 2° 32′ 33″ E / 41.7319617005229°N,2.54261659673051°E 160 msnm |           |                     | Modifica les dades a Wikidata |
|        | Can Salvà                  | Riells i Viabrea | entitat singular de població capital municipal               | 680 hab | 41° 43′ 38″ N, 2° 33′ 34″ E / 41.727114°N,2.559459°E 102 msnm                |           |                     | Modifica les dades a Wikidata |
|        | Fogueres de Montsoriu      | Riells i Viabrea | entitat singular de població                                 | 51 hab  | 41° 47′ 12″ N, 2° 31′ 29″ E / 41.786658025928°N,2.5247189984722°E 624 msnm   |           |                     | Modifica les dades a Wikidata |
|        | Junior Park                | Riells i Viabrea | entitat singular de població                                 | 964 hab | 41° 44′ 07″ N, 2° 32′ 26″ E / 41.7353314312916°N,2.54063261820937°E 161 msnm |           |                     | Modifica les dades a Wikidata |
|        | Ordenació Riells i Viabrea | Riells i Viabrea | entitat singular de població                                 | 636 hab | 41° 43′ 56″ N, 2° 33′ 00″ E / 41.73212679°N,2.549880082°E 157 msnm           |           |                     | Modifica les dades a Wikidata |
|        | Riells                     | Riells i Viabrea | entitat singular de població ens local històric de Catalunya | 84 hab  | 41° 47′ 00″ N, 2° 31′ 00″ E / 41.78333333°N,2.51666667°E 446 msnm            |           |                     | Modifica les dades a Wikidata |
|        | Sant Llop                  | Riells i Viabrea | entitat singular de població                                 | 177 hab | 41° 44′ 37″ N, 2° 32′ 48″ E / 41.74348383°N,2.54667488°E 211 msnm            |           |                     | Modifica les dades a Wikidata |
|        | Viabrea                    | Riells i Viabrea | entitat singular de població ens local històric de Catalunya | 320 hab | 41° 43′ 35″ N, 2° 33′ 49″ E / 41.726465987492°N,2.5636371718666°E 88 msnm    |           |                     | Modifica les dades a Wikidata |
|        | el Bosc de la Batllòria    | Riells i Viabrea | entitat singular de població                                 | 678 hab | 41° 43′ 32″ N, 2° 32′ 55″ E / 41.7255182502997°N,2.54858971207884°E 127 msnm |           |                     | Modifica les dades a Wikidata |

## església
| imatge | Nom                  | Ubicat a         | instància de | Detalls                                   | coordenades                                                                      | Protecció                   | Commons (més fotos)  | Dades a WD                    |
| ------ | -------------------- | ---------------- | ------------ | ----------------------------------------- | -------------------------------------------------------------------------------- | --------------------------- | -------------------- | ----------------------------- |
|        | Sant Llop de Viabrea | Riells i Viabrea | església     | Estil: arquitectura romànica              | 41° 44′ 49″ N, 2° 32′ 25″ E / 41.74685°N,2.54035°E                               | bé cultural d'interès local | Sant Llop de Viabrea | Modifica les dades a Wikidata |
|        | Sant Martí de Riells | Riells i Viabrea | església     | Estil: arquitectura romànica 12nd century | 41° 46′ 35″ N, 2° 30′ 45″ E / 41.77648°N,2.51257°E ca:Pl. de l'Església 488 msnm | bé cultural d'interès local | Sant Martí de Riells | Modifica les dades a Wikidata |

## masia
| imatge | Nom                    | Ubicat a         | instància de | Detalls                                                                      | coordenades                                                                                       | Protecció                   | Commons (més fotos)              | Dades a WD                    |
| ------ | ---------------------- | ---------------- | ------------ | ---------------------------------------------------------------------------- | ------------------------------------------------------------------------------------------------- | --------------------------- | -------------------------------- | ----------------------------- |
|        | Ca l'Amat              | Riells i Viabrea | masia        | Estil: arquitectura popular                                                  | 41° 46′ 00″ N, 2° 30′ 14″ E / 41.76679°N,2.50386°E 555 msnm                                       | bé cultural d'interès local |                                  | Modifica les dades a Wikidata |
|        | Ca la Pudor            | Viabrea          | masia        | Estil: arquitectura popular 19th century Estat: ruïnós                       | 41° 44′ 30″ N, 2° 32′ 27″ E / 41.74155°N,2.54073°E ca:Carretera de les Aigües                     |                             | Ca la Pudor                      | Modifica les dades a Wikidata |
|        | Ca n'Escloper          | Riells i Viabrea | masia        |                                                                              | 41° 46′ 05″ N, 2° 30′ 27″ E / 41.7681595025677°N,2.5074092137896°E                                |                             |                                  | Modifica les dades a Wikidata |
|        | Ca n'Iscle             | Riells i Viabrea | masia        |                                                                              | 41° 45′ 55″ N, 2° 31′ 51″ E / 41.7653753891838°N,2.53085405703216°E                               |                             |                                  | Modifica les dades a Wikidata |
|        | Cal Baró de Baix       | Riells i Viabrea | masia        |                                                                              | 41° 46′ 02″ N, 2° 32′ 29″ E / 41.7672462116168°N,2.54135546619056°E                               |                             |                                  | Modifica les dades a Wikidata |
|        | Cal Baró de Dalt       | Riells i Viabrea | masia        |                                                                              | 41° 46′ 05″ N, 2° 32′ 25″ E / 41.7680794149998°N,2.54024267107737°E                               |                             |                                  | Modifica les dades a Wikidata |
|        | Cal Bergit             | Riells i Viabrea | masia        |                                                                              | 41° 45′ 53″ N, 2° 30′ 13″ E / 41.7648558517017°N,2.50366894250012°E                               |                             |                                  | Modifica les dades a Wikidata |
|        | Cal Gat                | Riells i Viabrea | masia        |                                                                              | 41° 46′ 28″ N, 2° 30′ 07″ E / 41.7743870648978°N,2.50200720865409°E                               |                             |                                  | Modifica les dades a Wikidata |
|        | Cal Gravat             | Riells i Viabrea | masia        | Estil: arquitectura popular 19th century Estat: ruïnós                       | 41° 44′ 52″ N, 2° 32′ 29″ E / 41.74789°N,2.54128°E Turó de Sant Llop                              |                             | Cal Gravat (Riells i Viabrea)    | Modifica les dades a Wikidata |
|        | Cal Monjo              | Riells i Viabrea | masia        |                                                                              | 41° 46′ 10″ N, 2° 32′ 20″ E / 41.7693083246377°N,2.53898263896934°E                               |                             |                                  | Modifica les dades a Wikidata |
|        | Cal Roc                | Riells i Viabrea | masia        |                                                                              | 41° 46′ 29″ N, 2° 30′ 17″ E / 41.7746964029955°N,2.50480834690839°E                               |                             |                                  | Modifica les dades a Wikidata |
|        | Cal Sac                | Riells i Viabrea | masia        |                                                                              | 41° 47′ 08″ N, 2° 29′ 04″ E / 41.7855231801238°N,2.48442310490911°E                               |                             |                                  | Modifica les dades a Wikidata |
|        | Cal Sastre             | Riells i Viabrea | masia        |                                                                              | 41° 46′ 19″ N, 2° 31′ 07″ E / 41.7719539217424°N,2.51861789664877°E                               |                             |                                  | Modifica les dades a Wikidata |
|        | Cal Tabal              | Riells i Viabrea | masia        |                                                                              | 41° 47′ 16″ N, 2° 31′ 03″ E / 41.7876936371184°N,2.51754942212165°E                               |                             |                                  | Modifica les dades a Wikidata |
|        | Can Batlle             | Riells i Viabrea | masia        |                                                                              | 41° 47′ 05″ N, 2° 29′ 10″ E / 41.784690942424°N,2.4862244832666°E                                 |                             |                                  | Modifica les dades a Wikidata |
|        | Can Belic              | Riells i Viabrea | masia        |                                                                              | 41° 46′ 03″ N, 2° 30′ 25″ E / 41.7675354597204°N,2.50681243827922°E                               |                             |                                  | Modifica les dades a Wikidata |
|        | Can Belluga            | Riells i Viabrea | masia        |                                                                              | 41° 47′ 19″ N, 2° 30′ 42″ E / 41.7886774181753°N,2.51163289103887°E                               |                             |                                  | Modifica les dades a Wikidata |
|        | Can Bernat             | Riells i Viabrea | masia        |                                                                              | 41° 47′ 16″ N, 2° 29′ 29″ E / 41.7876438873542°N,2.49139829746755°E                               |                             |                                  | Modifica les dades a Wikidata |
|        | Can Bolet              | Riells i Viabrea | masia        |                                                                              | 41° 47′ 19″ N, 2° 31′ 00″ E / 41.7886898378178°N,2.51669950699962°E                               |                             |                                  | Modifica les dades a Wikidata |
|        | Can Bosc               | Riells i Viabrea | masia        |                                                                              | 41° 45′ 03″ N, 2° 31′ 28″ E / 41.7507572660516°N,2.5243451898924°E                                |                             |                                  | Modifica les dades a Wikidata |
|        | Can Breta              | Riells i Viabrea | masia        |                                                                              | 41° 47′ 04″ N, 2° 30′ 49″ E / 41.7844347919233°N,2.51367479009223°E                               |                             |                                  | Modifica les dades a Wikidata |
|        | Can Castells           | Riells i Viabrea | masia        |                                                                              | 41° 43′ 57″ N, 2° 33′ 20″ E / 41.7323730688365°N,2.5556361354382°E                                |                             |                                  | Modifica les dades a Wikidata |
|        | Can Cervera            | Riells i Viabrea | masia        |                                                                              | 41° 46′ 33″ N, 2° 30′ 07″ E / 41.775753254052°N,2.5019379458253°E                                 |                             |                                  | Modifica les dades a Wikidata |
|        | Can Clotet             | Riells i Viabrea | masia        |                                                                              | 41° 47′ 05″ N, 2° 30′ 24″ E / 41.7846478524649°N,2.50660911379495°E                               |                             |                                  | Modifica les dades a Wikidata |
|        | Can Cus                | Riells i Viabrea | masia        |                                                                              | 41° 44′ 50″ N, 2° 31′ 29″ E / 41.7472461755911°N,2.52474395056929°E                               |                             |                                  | Modifica les dades a Wikidata |
|        | Can Flassada           | Riells i Viabrea | masia        |                                                                              | 41° 46′ 03″ N, 2° 30′ 34″ E / 41.7675733484705°N,2.5093506874607°E                                |                             |                                  | Modifica les dades a Wikidata |
|        | Can Fortuny de Baix    | Riells i Viabrea | masia        |                                                                              | 41° 46′ 23″ N, 2° 31′ 13″ E / 41.7731854775002°N,2.52019691805531°E                               |                             |                                  | Modifica les dades a Wikidata |
|        | Can Fortuny de Dalt    | Riells i Viabrea | masia        | Estil: arquitectura popular                                                  | 41° 46′ 23″ N, 2° 31′ 07″ E / 41.77299°N,2.51866°E                                                | bé cultural d'interès local |                                  | Modifica les dades a Wikidata |
|        | Can Ganyes             | Riells i Viabrea | masia        |                                                                              | 41° 44′ 30″ N, 2° 31′ 57″ E / 41.7416302171157°N,2.53240994382495°E                               |                             |                                  | Modifica les dades a Wikidata |
|        | Can Goita              | Riells i Viabrea | masia        |                                                                              | 41° 47′ 07″ N, 2° 30′ 57″ E / 41.7852276745747°N,2.51587107403555°E                               |                             |                                  | Modifica les dades a Wikidata |
|        | Can Guillem            | Riells i Viabrea | masia        |                                                                              | 41° 44′ 07″ N, 2° 32′ 31″ E / 41.7351480481183°N,2.54207691837017°E                               |                             |                                  | Modifica les dades a Wikidata |
|        | Can Jalpí              | Riells i Viabrea | masia        |                                                                              | 41° 46′ 44″ N, 2° 31′ 00″ E / 41.7790162005453°N,2.51666384934745°E                               |                             |                                  | Modifica les dades a Wikidata |
|        | Can Jaume              | Riells i Viabrea | masia        |                                                                              | 41° 46′ 16″ N, 2° 30′ 32″ E / 41.7710392315771°N,2.50892723268426°E                               |                             |                                  | Modifica les dades a Wikidata |
|        | Can Joanet             | Riells i Viabrea | masia        | Estil: arquitectura popular                                                  |                                                                                                   | bé cultural d'interès local |                                  | Modifica les dades a Wikidata |
|        | Can Joia               | Riells i Viabrea | masia        | Estil: arquitectura popular                                                  | 41° 46′ 37″ N, 2° 30′ 56″ E / 41.77699°N,2.51553°E ca:Carretera de Breda a Riells                 | bé cultural d'interès local |                                  | Modifica les dades a Wikidata |
|        | Can Llop               | Riells i Viabrea | masia        |                                                                              | 41° 47′ 17″ N, 2° 30′ 47″ E / 41.7881704227619°N,2.51314109439114°E                               |                             |                                  | Modifica les dades a Wikidata |
|        | Can Manel              | Riells i Viabrea | masia        |                                                                              | 41° 45′ 51″ N, 2° 32′ 23″ E / 41.7640425629864°N,2.53981433787989°E                               |                             |                                  | Modifica les dades a Wikidata |
|        | Can Marlet             | Riells i Viabrea | masia        | Estil: arquitectura popular                                                  | 41° 46′ 48″ N, 2° 30′ 43″ E / 41.779935°N,2.512066°E 474 msnm                                     | bé cultural d'interès local |                                  | Modifica les dades a Wikidata |
|        | Can Masó               | Riells i Viabrea | masia        |                                                                              | 41° 44′ 04″ N, 2° 33′ 01″ E / 41.73452105812°N,2.5503554664025°E                                  |                             |                                  | Modifica les dades a Wikidata |
|        | Can Montsant           | Riells i Viabrea | masia        |                                                                              | 41° 46′ 34″ N, 2° 30′ 46″ E / 41.7761800257977°N,2.51264219024238°E                               |                             |                                  | Modifica les dades a Wikidata |
|        | Can Nedeu              | Riells i Viabrea | masia        |                                                                              | 41° 46′ 34″ N, 2° 30′ 27″ E / 41.7760410810025°N,2.50751736512116°E                               |                             |                                  | Modifica les dades a Wikidata |
|        | Can Pega               | Riells i Viabrea | masia        | Estil: arquitectura popular                                                  | 41° 45′ 52″ N, 2° 32′ 10″ E / 41.76455°N,2.53601°E                                                | bé cultural d'interès local |                                  | Modifica les dades a Wikidata |
|        | Can Pelegrí            | Riells i Viabrea | masia        | Estil: arquitectura popular 15th century                                     | 41° 46′ 43″ N, 2° 30′ 40″ E / 41.77869°N,2.51115°E ca:Carretera de Breda a Riells 473 msnm        | bé cultural d'interès local | Can Pelegrí (Riells i Viabrea)   | Modifica les dades a Wikidata |
|        | Can Perarnau           | Riells i Viabrea | masia        | Estil: arquitectura popular                                                  | 41° 46′ 54″ N, 2° 30′ 19″ E / 41.781666666667°N,2.5052777777778°E                                 | bé cultural d'interès local |                                  | Modifica les dades a Wikidata |
|        | Can Pere Llop          | Riells i Viabrea | masia        |                                                                              | 41° 45′ 48″ N, 2° 30′ 17″ E / 41.763401697416°N,2.5048230194173°E                                 |                             |                                  | Modifica les dades a Wikidata |
|        | Can Pere Roig          | Riells i Viabrea | masia        |                                                                              | 41° 46′ 20″ N, 2° 30′ 55″ E / 41.7723539640379°N,2.51522191335279°E                               |                             |                                  | Modifica les dades a Wikidata |
|        | Can Pijaume            | Riells i Viabrea | masia        | Estil: arquitectura popular                                                  | 41° 44′ 16″ N, 2° 33′ 38″ E / 41.73765°N,2.56048°E                                                | bé cultural d'interès local |                                  | Modifica les dades a Wikidata |
|        | Can Pistola            | Riells i Viabrea | masia        |                                                                              | 41° 45′ 30″ N, 2° 31′ 20″ E / 41.7583858988298°N,2.52209953359548°E                               |                             |                                  | Modifica les dades a Wikidata |
|        | Can Pla                | Riells i Viabrea | masia        |                                                                              | 41° 44′ 32″ N, 2° 32′ 43″ E / 41.7421502135409°N,2.54527426025766°E                               |                             |                                  | Modifica les dades a Wikidata |
|        | Can Pla de Fogueres    | Riells i Viabrea | masia        |                                                                              | 41° 47′ 03″ N, 2° 31′ 03″ E / 41.7841358450423°N,2.51753999197447°E                               |                             |                                  | Modifica les dades a Wikidata |
|        | Can Pla de Saba        | Riells i Viabrea | masia        |                                                                              | 41° 46′ 12″ N, 2° 30′ 03″ E / 41.7700671190233°N,2.50071716129899°E                               |                             |                                  | Modifica les dades a Wikidata |
|        | Can Plana              | Riells i Viabrea | masia        | Estil: neogòtic historicisme arquitectònic arquitectura popular 16th century | 41° 44′ 59″ N, 2° 30′ 55″ E / 41.7498°N,2.51539°E ca:Camí de Plana 304 msnm                       | bé cultural d'interès local | Can Plana (Riells i Viabrea)     | Modifica les dades a Wikidata |
|        | Can Poncella           | Riells i Viabrea | masia        |                                                                              | 41° 45′ 25″ N, 2° 31′ 41″ E / 41.7568070638017°N,2.52800544916022°E                               |                             |                                  | Modifica les dades a Wikidata |
|        | Can Pruna              | Riells i Viabrea | masia        |                                                                              | 41° 45′ 48″ N, 2° 30′ 23″ E / 41.7634626738654°N,2.50643460057367°E                               |                             |                                  | Modifica les dades a Wikidata |
|        | Can Riboies            | Riells i Viabrea | masia        |                                                                              | 41° 43′ 57″ N, 2° 33′ 46″ E / 41.7326076700238°N,2.56278908115402°E                               |                             |                                  | Modifica les dades a Wikidata |
|        | Can Roig               | Riells i Viabrea | masia        | Estil: arquitectura popular                                                  | 41° 46′ 09″ N, 2° 31′ 13″ E / 41.769069°N,2.520216°E                                              | bé cultural d'interès local |                                  | Modifica les dades a Wikidata |
|        | Can Rosals             | Riells i Viabrea | masia        |                                                                              | 41° 46′ 10″ N, 2° 30′ 28″ E / 41.769547977904°N,2.50773546994212°E                                |                             |                                  | Modifica les dades a Wikidata |
|        | Can Rumia              | Riells i Viabrea | masia        |                                                                              | 41° 46′ 13″ N, 2° 30′ 53″ E / 41.7701986185611°N,2.51458844119875°E                               |                             |                                  | Modifica les dades a Wikidata |
|        | Can Tordera            | Riells i Viabrea | masia        | Estil: arquitectura popular                                                  | 41° 46′ 08″ N, 2° 31′ 28″ E / 41.76887°N,2.52457°E                                                | bé cultural d'interès local |                                  | Modifica les dades a Wikidata |
|        | Can Tries              | Riells i Viabrea | masia        | Estil: arquitectura popular 19th century                                     | 41° 44′ 53″ N, 2° 31′ 21″ E / 41.7480566154275°N,2.52252494080195°E ca:Camí de can Plana 254 msnm |                             | Can Tries (Riells i Viabrea)     | Modifica les dades a Wikidata |
|        | Can Xeraia             | Riells i Viabrea | masia        |                                                                              | 41° 45′ 58″ N, 2° 30′ 16″ E / 41.7659936041175°N,2.50433389256865°E                               |                             |                                  | Modifica les dades a Wikidata |
|        | Can Xinela             | Riells i Viabrea | masia        |                                                                              | 41° 44′ 35″ N, 2° 32′ 50″ E / 41.7429232472541°N,2.54715695050847°E                               |                             |                                  | Modifica les dades a Wikidata |
|        | Casa Nova de Can Plana | Riells i Viabrea | masia        | 18th century                                                                 | 41° 43′ 39″ N, 2° 32′ 33″ E / 41.727542°N,2.542478°E 121 msnm                                     | bé cultural d'interès local |                                  | Modifica les dades a Wikidata |
|        | Comafosca              | Riells i Viabrea | masia        |                                                                              | 41° 46′ 24″ N, 2° 32′ 21″ E / 41.7734430920165°N,2.53912148125912°E                               |                             |                                  | Modifica les dades a Wikidata |
|        | el Beier               | Riells i Viabrea | masia        |                                                                              | 41° 47′ 07″ N, 2° 29′ 13″ E / 41.7851746040475°N,2.48703733584639°E                               |                             |                                  | Modifica les dades a Wikidata |
|        | els Corralets          | Riells i Viabrea | masia        | 19th century                                                                 | 41° 46′ 39″ N, 2° 30′ 25″ E / 41.7774078264851°N,2.50697746427093°E Riells 562 msnm               |                             | Els Corralets (Riells i Viabrea) | Modifica les dades a Wikidata |
|        | els Vimeters           | Riells i Viabrea | masia        |                                                                              | 41° 47′ 04″ N, 2° 28′ 27″ E / 41.7844503394637°N,2.47426285088033°E                               |                             |                                  | Modifica les dades a Wikidata |
|        | la Feixa Llarga        | Riells i Viabrea | masia        |                                                                              | 41° 47′ 43″ N, 2° 29′ 10″ E / 41.7952405268013°N,2.48617472956141°E                               |                             |                                  | Modifica les dades a Wikidata |
|        | les Agudes             | Riells i Viabrea | masia        |                                                                              | 41° 45′ 54″ N, 2° 32′ 00″ E / 41.7649627026538°N,2.53346768395346°E                               |                             |                                  | Modifica les dades a Wikidata |

## molí d'aigua
| imatge | Nom             | Ubicat a         | instància de | Detalls                                                | coordenades | Protecció                                  | Commons (més fotos)                | Dades a WD                    |
| ------ | --------------- | ---------------- | ------------ | ------------------------------------------------------ | --- | ------------------------------------------ | ---------------------------------- | ----------------------------- |
|        | Molí d'en Bosc  | Riells i Viabrea | molí d'aigua | Estil: arquitectura popular 19th century Estat: ruïnós | 41° 45′ 21″ N, 2° 32′ 45″ E / 41.75595°N,2.54575°E ca:Ctra. Breda-Riells, trencall esquerre abans Can Bosc 210 msnm | bé integrant del patrimoni cultural català | Molí d'en Bosch (Riells i Viabrea) | Modifica les dades a Wikidata |
|        | Molí d'en Joia  | Riells i Viabrea | molí d'aigua | Estil: arquitectura popular                            | 41° 46′ 33″ N, 2° 30′ 56″ E / 41.7759308421938°N,2.51548375979259°E 450 msnm                                        | bé cultural d'interès local                |                                    | Modifica les dades a Wikidata |
|        | Molí de n'Hoste | Riells i Viabrea | molí d'aigua |                                                        | 41° 44′ 19″ N, 2° 33′ 31″ E / 41.7385539999999°N,2.55851574581373°E                                                 |                                            |                                    | Modifica les dades a Wikidata |

## muntanya
| imatge | Nom                 | Ubicat a                                   | instància de | Detalls | coordenades                                                                   | Protecció | Commons (més fotos) | Dades a WD                    |
| ------ | ------------------- | ------------------------------------------ | ------------ | ------- | ----------------------------------------------------------------------------- | --------- | ------------------- | ----------------------------- |
|        | Esqueis de la Burra | Riells i Viabrea                           | muntanya     |         | 41° 47′ 00″ N, 2° 29′ 51″ E / 41.78337778°N,2.49741111°E 771.4 msnm           |           |                     | Modifica les dades a Wikidata |
|        | Puig Arboç          | Riells i Viabrea                           | muntanya     |         | 41° 47′ 15″ N, 2° 28′ 41″ E / 41.7874°N,2.47793°E 1078.9 msnm                 |           |                     | Modifica les dades a Wikidata |
|        | Turó de Montfort    | Riells i Viabrea Arbúcies                  | muntanya     |         | 41° 47′ 35″ N, 2° 30′ 37″ E / 41.79316667°N,2.51019722°E 735.3 msnm           |           |                     | Modifica les dades a Wikidata |
|        | Turó de Morou       | Riells i Viabrea Fogars de Montclús Gualba | muntanya     |         | 41° 46′ 22″ N, 2° 28′ 51″ E / 41.772777777778°N,2.4808333333333°E 1311.7 msnm |           | Turó de Morou       | Modifica les dades a Wikidata |
|        | Turó de Sant Llop   | Riells i Viabrea                           | muntanya     |         | 41° 44′ 41″ N, 2° 32′ 23″ E / 41.7446°N,2.53974°E 241.3 msnm                  |           |                     | Modifica les dades a Wikidata |

## urbanització
| imatge | Nom                   | Ubicat a                  | instància de | Detalls | coordenades                                                         | Protecció | Commons (més fotos) | Dades a WD                    |
| ------ | --------------------- | ------------------------- | ------------ | ------- | ------------------------------------------------------------------- | --------- | ------------------- | ----------------------------- |
|        | Fogueres de Montsoriu | Riells i Viabrea Arbúcies | urbanització |         | 41° 47′ 12″ N, 2° 31′ 29″ E / 41.786658025928°N,2.5247189984722°E   |           |                     | Modifica les dades a Wikidata |
|        | Residencial Riells II | Riells i Viabrea          | urbanització |         | 41° 44′ 39″ N, 2° 32′ 46″ E / 41.7441078250444°N,2.54605420484749°E |           |                     | Modifica les dades a Wikidata |

## Misc
| imatge | Nom                                             | Ubicat a                  | instància de           | Detalls                                                                | coordenades                                                                                        | Protecció                                            | Commons (més fotos)                    | Dades a WD                    |
| ------ | ----------------------------------------------- | ------------------------- | ---------------------- | ---------------------------------------------------------------------- | -------------------------------------------------------------------------------------------------- | ---------------------------------------------------- | -------------------------------------- | ----------------------------- |
|        | Casa Consistorial de Riells i Viabrea           | Riells i Viabrea          | casa consistorial      | Estil: arquitectura popular                                            | 41° 43′ 30″ N, 2° 33′ 30″ E / 41.72491°N,2.5582°E 92 msnm                                          | bé cultural d'interès local                          | Ajuntament de Riells i Viabrea         | Modifica les dades a Wikidata |
|        | Casa Nova de Fogueres                           | Riells i Viabrea          | casa                   | Estil: arquitectura popular                                            | 41° 45′ 51″ N, 2° 31′ 58″ E / 41.76423°N,2.53269°E                                                 | bé cultural d'interès local                          |                                        | Modifica les dades a Wikidata |
|        | Estació de Riells i Viabrea - Breda             | Riells i Viabrea          | estació de ferrocarril |                                                                        | 41° 43′ 35″ N, 2° 34′ 08″ E / 41.726333333333336°N,2.568861111111111°E 855 msnm                    |                                                      | Riells i Viabrea - Breda train station | Modifica les dades a Wikidata |
|        | Forn de Can Plana                               | Riells i Viabrea          | forn de calç           | Estil: arquitectura popular                                            | 41° 44′ 53″ N, 2° 30′ 58″ E / 41.74808°N,2.5161°E                                                  | bé cultural d'interès local                          |                                        | Modifica les dades a Wikidata |
|        | Monument als donants de sang a Riells i Viabrea | Riells i Viabrea          | monument               | Creador: Esteve Bassas i Riera 2002-07-20 Anomenat per: donant de sang | 41° 43′ 30″ N, 2° 33′ 30″ E / 41.72508333333333°N,2.55835°E                                        |                                                      |                                        | Modifica les dades a Wikidata |
|        | Pou de glaç de n'Hosta                          | Riells i Viabrea          | pou de neu             | Estil: arquitectura popular                                            | | bé integrant del patrimoni cultural català           |                                        | Modifica les dades a Wikidata |
|        | Torre Montfort                                  | Riells i Viabrea Arbúcies | torre de sentinella    | Estil: arquitectura romànica                                           | 41° 47′ 36″ N, 2° 30′ 36″ E / 41.79323°N,2.51007°E                                                 | bé d'interès cultural bé cultural d'interès local    |                                        | Modifica les dades a Wikidata |
|        | Torre d'en Pega                                 | Riells i Viabrea          | torre de defensa       | Estil: arquitectura romànica                                           | 41° 45′ 50″ N, 2° 32′ 14″ E / 41.763889°N,2.537222°E ca:Carretera de Breda a Riells, km 2 275 msnm | bé cultural d'interès nacional bé d'interès cultural |                                        | Modifica les dades a Wikidata |
|        | Xemeneia de la Plemen                           | Riells i Viabrea          | xemeneia de fàbrica    | Estil: arquitectura popular                                            | | bé cultural d'interès local                          |                                        | Modifica les dades a Wikidata |
|        | corrals de Pere Arnau                           | Riells i Viabrea          | cabana                 |                                                                        | 41° 47′ 09″ N, 2° 29′ 47″ E / 41.785972163207°N,2.49629748808135°E                                 |                                                      |                                        | Modifica les dades a Wikidata |
|        | creu Monumental de Riells                       | Riells i Viabrea          | creu de terme          | Estil: historicisme arquitectònic                                      | 41° 46′ 36″ N, 2° 30′ 44″ E / 41.77677°N,2.51224°E                                                 | bé cultural d'interès local                          | Creu Monumental de Riells              | Modifica les dades a Wikidata |
|        | la Granja                                       | Riells i Viabrea          | granja                 |                                                                        | 41° 46′ 32″ N, 2° 30′ 53″ E / 41.7755580125029°N,2.51464429184766°E                                |                                                      |                                        | Modifica les dades a Wikidata |